# アラン・ベルチャー
アラン・ベルチャー（Alan Belcher、1984年4月24日 - ）は、アメリカ合衆国アーカンソー州ジョーンズボロ出身の男性総合格闘家。ルーファスポーツ/リミックスMMA所属。

## 来歴
少年時代から格闘技を嗜み、15歳でアマチュア総合格闘技の大会に出場。アメリカでの格闘技人気の低迷に伴い高校時代はフットボールや野球、バスケットボールに打ち込んでいた。大学時代まで野球を続けるが、その後総合格闘技に再び転向した。
2005年9月24日、WEFでマービン・イーストマンと対戦し、判定負け。
2006年2月18日にオクラホマ州タルサで行われたXFLライトヘビー級王座決定トーナメントに出場。全試合KOまたはギブアップ勝利で優勝し王座獲得に成功した。

### UFC
2006年8月26日、UFC初参戦となったUFC 62で、同じく初参戦の岡見勇信と対戦し、0-3の判定負け。12月13日、UFC Fight Night: Sanchez vs. Riggsでジョルジ・サンチアゴと対戦し、右ハイキックでKO勝ちを収めた。
2007年4月7日、UFC 69でケンドール・グローブと対戦し、ダースチョークで一本負け。10月20日のUFC 77ではカリブ・スターンズにTKO勝ちを収めた。
2009年1月17日、UFC 93でデニス・カーンに一本勝ちし、サブミッション・オブ・ザ・ナイトを受賞。7月11日、UFC 100で秋山成勲に僅差の判定で敗れたものの、ファイト・オブ・ザ・ナイトを受賞した。ベルチャーの攻撃で秋山は左目眼窩底と鼻骨を骨折した。12月12日のUFC 107でウィウソン・ゴヴェイアにTKO勝ちし、2戦連続のファイト・オブ・ザ・ナイトを受賞した。
2010年5月8日、UFC 113でパトリック・コーテと対戦し、パイルドライバーのように持ち上げ頭からマットに叩きつけた直後にチョークスリーパーで一本勝ち。サブミッション・オブ・ザ・ナイトを受賞した。
2010年9月15日、UFC Fight Night: Marquardt vs. Palharesのメインイベントでデミアン・マイアと対戦予定であったが、右目の網膜剥離により欠場した。
2012年12月29日、UFC 155で岡見勇信と再戦し、判定負けでリベンジは叶わなかった。
2013年4月27日、UFC 159でミドル級ランキング4位のマイケル・ビスピンと対戦し、負傷判定負け。
2015年11月11日、引退を表明した。

## 戦績

### プロ総合格闘技
| 総合格闘技 戦績 | 総合格闘技 戦績 | 総合格闘技 戦績 | 総合格闘技 戦績 | 総合格闘技 戦績 | 総合格闘技 戦績 | 総合格闘技 戦績 |
| --------------- | --------------- | --------------- | --------------- | --------------- | --------------- | --------------- |
| 26 試合         | (T)KO           | 一本            | 判定            | その他          | 引き分け        | 無効試合        |
| 18 勝           | 9               | 7               | 2               | 0               | 0               | 0               |
| 8 敗            | 2               | 1               | 5               | 0               | 0               | 0               |

| 勝敗 | 対戦相手                 | 試合結果                          | 大会名                                                                         | 開催年月日     |
| ×    | マイケル・ビスピン       | 3R 4:31 負傷判定0-3               | UFC 159: Jones vs. Sonnen                                                      | 2013年4月27日  |
| ×    | 岡見勇信                 | 5分3R終了 判定0-3                 | UFC 155: dos Santos vs. Velasquez 2                                            | 2012年12月29日 |
| ○    | ホジマール・パリャーレス | 1R 4:18 TKO（パウンド）           | UFC on FOX 3: Diaz vs. Miller                                                  | 2012年5月5日   |
| ○    | ジェイソン・マクドナルド | 1R 3:48 ギブアップ（パウンド）    | UFC Fight Night: Shields vs. Ellenberger                                       | 2011年9月17日  |
| ○    | パトリック・コーテ       | 2R 3:25 チョークスリーパー        | UFC 113: Machida vs. Shogun 2                                                  | 2010年5月8日   |
| ○    | ウィウソン・ゴヴェイア   | 1R 3:03 TKO（右フック→パウンド）  | UFC 107: Penn vs. Sanchez                                                      | 2009年12月12日 |
| ×    | 秋山成勲                 | 5分3R終了 判定1-2                 | UFC 100                                                                        | 2009年7月11日  |
| ○    | デニス・カーン           | 2R 4:36 ギロチンチョーク          | UFC 93: Franklin vs. Henderson                                                 | 2009年1月17日  |
| ○    | エド・ハーマン           | 5分3R終了 判定2-1                 | UFC Fight Night: Diaz vs. Neer                                                 | 2008年9月17日  |
| ×    | ジェイソン・デイ         | 1R 3:58 TKO（スタンドパンチ連打） | UFC 83: Serra vs. St-Pierre 2                                                  | 2008年4月19日  |
| ○    | カリブ・スターンズ       | 2R 1:39 TKO（ドクターストップ）   | UFC 77: Hostile Territory                                                      | 2007年10月20日 |
| ○    | ショーン・サーモン       | 1R 0:53 フロントチョーク          | UFC 71: Liddell vs. Jackson                                                    | 2007年5月26日  |
| ×    | ケンドール・グローブ     | 2R 4:42 ダースチョーク            | UFC 69: Shootout                                                               | 2007年4月7日   |
| ○    | ジョルジ・サンチアゴ     | 3R 2:45 KO（右ハイキック）        | UFC Fight Night: Sanchez vs. Riggs                                             | 2006年12月13日 |
| ×    | 岡見勇信                 | 5分3R終了 判定0-3                 | UFC 62: Liddell vs. Sobral                                                     | 2006年8月26日  |
| ○    | エヴェルト・フェイエート | 1R 2:04 アンクルホールド          | WEF: Orleans Arena                                                             | 2006年6月10日  |
| ○    | バック・メリディス       | 5分3R終了 判定3-0                 | Raze MMA: Fight Night                                                          | 2006年4月29日  |
| ○    | マーカス・サルサ         | 1R 3:48 TKO（パンチ連打）         | WEF 17                                                                         | 2006年4月1日   |
| ○    | ロン・フィールズ         | 1R 0:37 TKO（バスター）           | Titan Fighting Championships 1                                                 | 2006年3月11日  |
| ○    | デビッド・フランクス     | 2R 1:37 ギブアップ（パンチ連打）  | XFL EK 19: Battle at the Brady 3 【ライトヘビー級王座決定トーナメント 決勝】   | 2006年2月18日  |
| ○    | ロジャー・カイムズ       | 1R 1:35 KO（パンチ連打）          | XFL EK 19: Battle at the Brady 3 【ライトヘビー級王座決定トーナメント 準決勝】 | 2006年2月18日  |
| ○    | トラヴィス・フォウラー   | 1R 1:01 TKO（パンチ連打）         | XFL EK 19: Battle at the Brady 3 【ライトヘビー級王座決定トーナメント 1回戦】  | 2006年2月18日  |
| ×    | マービン・イーストマン   | 5分5R終了 判定0-3                 | WEF 16                                                                         | 2005年9月24日  |
| ×    | エドウィン・アギラー     | 1R 4:01 TKO（パンチ連打）         | WXF: X-Impact World Championships                                              | 2005年7月9日   |
| ○    | セルゲイ・トロフニコフ   | 1R 3:37 腕ひしぎ十字固め          | WXF: X-Impact World Championships                                              | 2005年7月9日   |
| ○    | ティム・エリス           | 1R 1:49 TKO（パンチ連打）         | Freestyle Fighting Championships 10                                            | 2004年7月24日  |

### アマチュア総合格闘技
| 勝敗 | 対戦相手             | 試合結果                  | 大会名                 | 開催年月日    |
| ×    | セス・クラインベック | 1R 0:15 TKO（パンチ連打） | RCF: Dual in the Delta | 2004年9月25日 |

## 獲得タイトル
- XFLライトヘビー級王座（2006年）

## 表彰
- ブラジリアン柔術 黒帯
- 柔道 黒帯
- テコンドー 黒帯
- UFC ファイト・オブ・ザ・ナイト（2回）
- UFC サブミッション・オブ・ザ・ナイト（2回）